# Welkendorf (Hollfeld)
Welkendorf ist ein Gemeindeteil der Stadt Hollfeld im Landkreis Bayreuth (Oberfranken, Bayern). Welkendorf liegt in der Gemarkung Treppendorf.

## Geografie
Welkendorf liegt am Oberlauf der Wiesent im nördlichen Teil der Fränkischen Schweiz auf der Gemarkung Treppendorf. Das Kirchdorf ist vom vier Kilometer entfernten Hollfeld aus zunächst über die Staatsstraße 2191 und dann über eine Ortsstraße erreichbar.

## Geschichte
Bis zur kommunalen Verwaltungsreform war Welkendorf ein Gemeindeteil der Gemeinde Treppendorf im Landkreis Ebermannstadt. Die Gemeinde hatte 1961 insgesamt 309 Einwohner, davon 102 in Welkendorf, das damals 23 Wohngebäude hatte. Im Rahmen der Gebietsreform in Bayern wurde am 1. Januar 1972 Welkendorf in die Stadt Hollfeld eingegliedert.